# Tissi
Tissi (sardisk: Tissi) er en by og en kommune (comune) i provinsen Sassari i regionen Sardinien i Italien. Byen ligger i 250 meters højde og har 2.402 indbyggere (2016). Kommunen har et areal på 10,24 km² og grænser op til kommunerne Ossi, Sassari, Uri og Usini.